# 莱尼亚戈
莱尼亚戈（義大利語：Legnago），是意大利威尼托大区维罗纳省的一个市镇。总面积79.66平方公里，人口25556人，人口密度320.8人/平方公里（2009年）。国家统计（ISTAT）代码为023044。